# Liste der Sieger bei Golf-Major-Turnieren (Frauen)

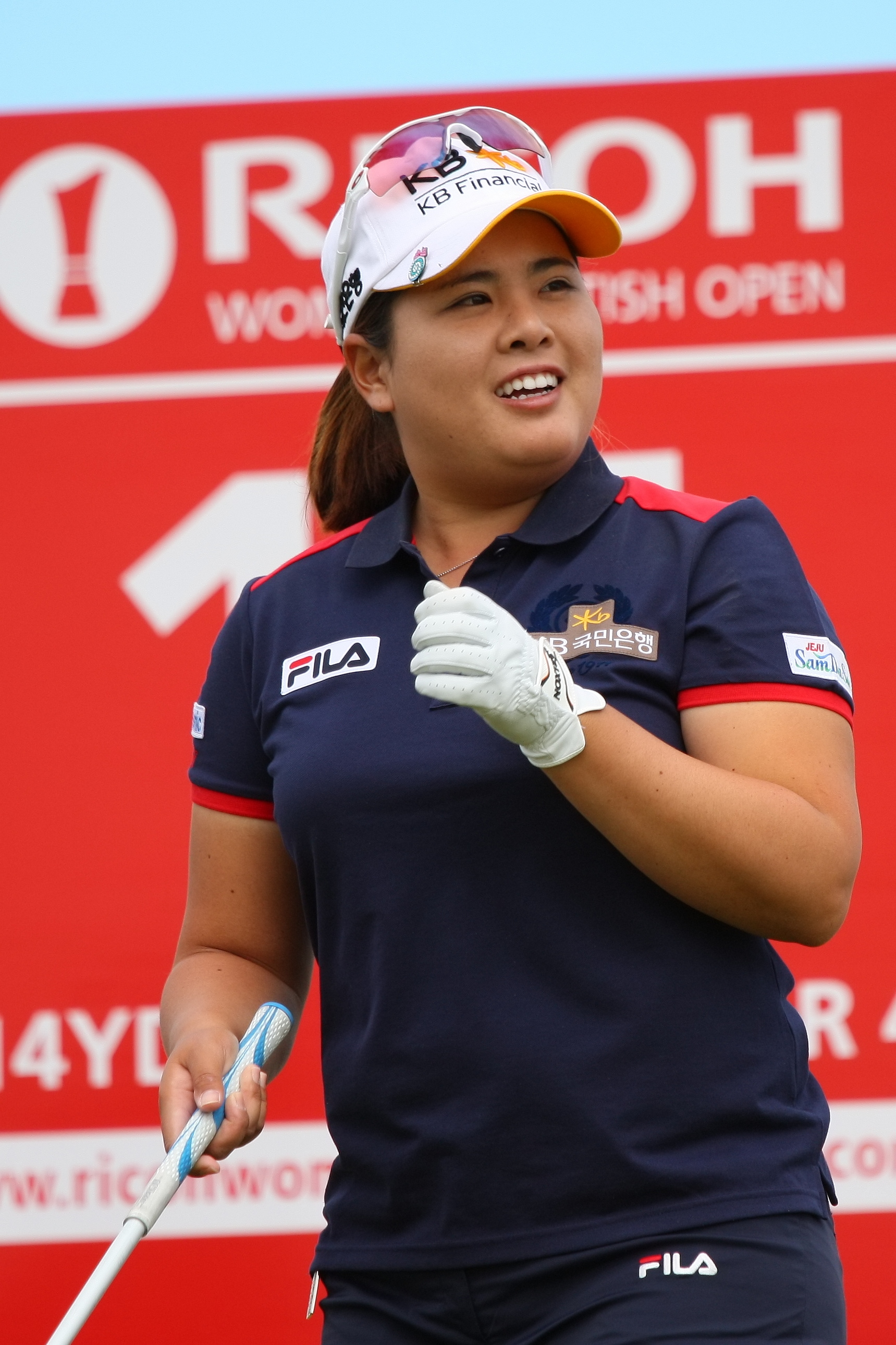
Die Südkoreanerin Park In-bee gewann 2013 drei der fünf ausgetragenen Major-Turniere.

Die Liste der Sieger bei Golf-Major-Turnieren der Frauen listet alle Siegerinnen bei den aktuell fünf Major-Turnieren im Golfsport seit 1930 auf. Gemäß aktueller Definition handelt es sich dabei um ANA Inspiration, US Open, British Open, LPGA Championship und The Evian Championship. In früheren Jahren waren andere Turniere als Major anerkannt.
Patty Berg aus den Vereinigten Staaten ist mit 15 Major-Siegen zwischen 1937 und 1958 die erfolgreichste Golferin. Im Jahr 1951 konnte Mildred Didrikson Zaharias alle drei ausgetragenen Majors gewinnen, außerdem siegten Mickey Wright 1961, Pat Bradley 1986 und Park In-bee 2013 bei drei Majors.

## Wettbewerbe

### 1930 bis 1972: Erste Phase
| Jahr | Western Open                      | LPGA Championship     | US Open                            | Titleholders Championship         |
| ---- | --------------------------------- | --------------------- | ---------------------------------- | --------------------------------- |
| 1930 | Lee Mida                          | nicht ausgetragen     | nicht ausgetragen                  | nicht ausgetragen                 |
| 1931 | June Beebe (1/2)                  | nicht ausgetragen     | nicht ausgetragen                  | nicht ausgetragen                 |
| 1932 | Jane Weiller                      | nicht ausgetragen     | nicht ausgetragen                  | nicht ausgetragen                 |
| 1933 | June Beebe (2/2)                  | nicht ausgetragen     | nicht ausgetragen                  | nicht ausgetragen                 |
| 1934 | Marian McDougall                  | nicht ausgetragen     | nicht ausgetragen                  | nicht ausgetragen                 |
| 1935 | Opal Hill (1/2)                   | nicht ausgetragen     | nicht ausgetragen                  | nicht ausgetragen                 |
| 1936 | Opal Hill (2/2)                   | nicht ausgetragen     | nicht ausgetragen                  | nicht ausgetragen                 |
| 1937 | Helen Hicks (1/2)                 | nicht ausgetragen     | nicht ausgetragen                  | Patty Berg (1/15)                 |
| 1938 | Bea Barrett                       | nicht ausgetragen     | nicht ausgetragen                  | Patty Berg (2/15)                 |
| 1939 | Helen Dettweiler                  | nicht ausgetragen     | nicht ausgetragen                  | Patty Berg (3/15)                 |
| 1940 | Mildred Didrikson Zaharias (1/10) | nicht ausgetragen     | nicht ausgetragen                  | Helen Hicks (2/2)                 |
| 1941 | Patty Berg (4/15)                 | nicht ausgetragen     | nicht ausgetragen                  | Dorothy Kirby (1/2)               |
| 1942 | Betty Jameson (1/3)               | nicht ausgetragen     | nicht ausgetragen                  | Dorothy Kirby (2/2)               |
| 1943 | Patty Berg (5/15)                 | nicht ausgetragen     | nicht ausgetragen                  | nicht ausgetragen                 |
| 1944 | Mildred Didrikson Zaharias (2/10) | nicht ausgetragen     | nicht ausgetragen                  | nicht ausgetragen                 |
| 1945 | Mildred Didrikson Zaharias (3/10) | nicht ausgetragen     | nicht ausgetragen                  | nicht ausgetragen                 |
| 1946 | Louise Suggs (1/11)               | nicht ausgetragen     | Patty Berg (6/15)                  | Louise Suggs (2/11)               |
| 1947 | Louise Suggs (3/11)               | nicht ausgetragen     | Betty Jameson (2/3)                | Mildred Didrikson Zaharias (4/10) |
| 1948 | Patty Berg (7/15)                 | nicht ausgetragen     | Mildred Didrikson Zaharias (5/10)  | Patty Berg (8/15)                 |
| 1949 | Louise Suggs (4/11)               | nicht ausgetragen     | Louise Suggs (5/11)                | Peggy Kirk                        |
| 1950 | Mildred Didrikson Zaharias (6/10) | nicht ausgetragen     | Mildred Didrikson Zaharias (7/10)  | Mildred Didrikson Zaharias (8/10) |
| 1951 | Patty Berg (9/15)                 | nicht ausgetragen     | Betsy Rawls (1/8)                  | Pat O’Sullivan                    |
| 1952 | Betsy Rawls (2/8)                 | nicht ausgetragen     | Louise Suggs (6/11)                | Mildred Didrikson Zaharias (9/10) |
| 1953 | Louise Suggs (7/11)               | nicht ausgetragen     | Betsy Rawls (3/8)                  | Patty Berg (10/15)                |
| 1954 | Betty Jameson (3/3)               | nicht ausgetragen     | Mildred Didrikson Zaharias (10/10) | Louise Suggs (8/11)               |
| 1955 | Patty Berg (11/15)                | Beverly Hanson (1/3)  | Fay Crocker (1/2)                  | Patty Berg (12/15)                |
| 1956 | Beverly Hanson (2/3)              | Marlene Hagge         | Kathy Cornelius                    | Louise Suggs (9/11)               |
| 1957 | Patty Berg (13/15)                | Louise Suggs (10/11)  | Betsy Rawls (4/8)                  | Patty Berg (14/15)                |
| 1958 | Patty Berg (15/15)                | Mickey Wright (1/13)  | Mickey Wright (2/13)               | Beverly Hanson (3/3)              |
| 1959 | Betsy Rawls (5/8)                 | Betsy Rawls (6/8)     | Mickey Wright (3/13)               | Louise Suggs (11/11)              |
| 1960 | Joyce Ziske                       | Mickey Wright (4/13)  | Betsy Rawls (7/8)                  | Fay Crocker (2/2)                 |
| 1961 | Mary Lena Faulk                   | Mickey Wright (5/13)  | Mickey Wright (6/13)               | Mickey Wright (7/13)              |
| 1962 | Mickey Wright (8/13)              | Judy Kimball          | Murle Lindstrom                    | Mickey Wright (9/13)              |
| 1963 | Mickey Wright (10/13)             | Mickey Wright (11/13) | Mary Mills (1/3)                   | Marilynn Smith (1/2)              |
| 1964 | Carol Mann (1/2)                  | Mary Mills (2/3)      | Mickey Wright (12/13)              | Marilynn Smith (2/2)              |
| 1965 | Susie Maxwell (1/4)               | Sandra Haynie (1/4)   | Carol Mann (2/2)                   | Kathy Whitworth (1/6)             |
| 1966 | Mickey Wright (13/13)             | Gloria Ehret          | Sandra Spuzich                     | Kathy Whitworth (2/6)             |
| 1967 | Kathy Whitworth (3/6)             | Kathy Whitworth (4/6) | Catherine Lacoste                  | nicht ausgetragen                 |
| 1968 | nicht ausgetragen                 | Sandra Post           | Susie Berning (2/4)                | nicht ausgetragen                 |
| 1969 | nicht ausgetragen                 | Betsy Rawls (8/8)     | Donna Caponi (1/4)                 | nicht ausgetragen                 |
| 1970 | nicht ausgetragen                 | Shirley Englehorn     | Donna Caponi (2/4)                 | nicht ausgetragen                 |
| 1971 | nicht ausgetragen                 | Kathy Whitworth (5/6) | JoAnne Carner (1/2)                | nicht ausgetragen                 |
| 1972 | nicht ausgetragen                 | Kathy Ahern           | Susie Berning (3/4)                | Sandra Palmer (1/2)               |

### 1973 bis 2000: Zweite Phase
| Jahr | Kraft Nabisco Championship | LPGA Championship     | US Open                 | Canadian Open           |
| ---- | -------------------------- | --------------------- | ----------------------- | ----------------------- |
| 1973 | kein Major-Turnier         | Mary Mills (3/3)      | Susie Berning (4/4)     | kein Major-Turnier      |
| 1974 | kein Major-Turnier         | Sandra Haynie (2/4)   | Sandra Haynie (3/4)     | kein Major-Turnier      |
| 1975 | kein Major-Turnier         | Kathy Whitworth (6/6) | Sandra Palmer (2/2)     | kein Major-Turnier      |
| 1976 | kein Major-Turnier         | Betty Burfeindt       | JoAnne Carner (2/2)     | kein Major-Turnier      |
| 1977 | kein Major-Turnier         | Chako Higuchi         | Hollis Stacy (1/4)      | kein Major-Turnier      |
| 1978 | kein Major-Turnier         | Nancy Lopez (1/3)     | Hollis Stacy (2/4)      | kein Major-Turnier      |
| 1979 | kein Major-Turnier         | Donna Caponi (3/4)    | Jerilyn Britz           | Amy Alcott (1/5)        |
| 1980 | kein Major-Turnier         | Sally Little (1/2)    | Amy Alcott (2/5)        | Pat Bradley (1/6)       |
| 1981 | kein Major-Turnier         | Donna Caponi (4/4)    | Pat Bradley (2/6)       | Jan Stephenson (1/3)    |
| 1982 | kein Major-Turnier         | Jan Stephenson (2/3)  | Janet Anderson          | Sandra Haynie (4/4)     |
| 1983 | Amy Alcott (3/5)           | Patty Sheehan (1/6)   | Jan Stephenson (3/3)    | Hollis Stacy (3/4)      |
| 1984 | Juli Inkster (1/7)         | Patty Sheehan (2/6)   | Hollis Stacy (4/4)      | Juli Inkster (2/7)      |
| 1985 | Alice Miller               | Nancy Lopez (2/3)     | Kathy Baker             | Pat Bradley (3/6)       |
| 1986 | Pat Bradley (4/6)          | Pat Bradley (5/6)     | Jane Geddes (1/2)       | Pat Bradley (6/6)       |
| 1987 | Betsy King (1/6)           | Jane Geddes (2/2)     | Laura Davies (1/4)      | Jody Rosenthal          |
| 1988 | Amy Alcott (4/5)           | Sherri Turner         | Liselotte Neumann       | Sally Little (2/2)      |
| 1989 | Juli Inkster (3/7)         | Nancy Lopez (3/3)     | Betsy King (2/6)        | Tammie Green            |
| 1990 | Betsy King (3/6)           | Beth Daniel           | Betsy King (4/6)        | Cathy Johnston          |
| 1991 | Amy Alcott (5/5)           | Meg Mallon (1/4)      | Meg Mallon (2/4)        | Nancy Scranton          |
| 1992 | Dottie Mochrie (1/2)       | Betsy King (5/6)      | Patty Sheehan (3/6)     | Sherri Steinhauer (1/2) |
| 1993 | Helen Alfredsson           | Patty Sheehan (4/6)   | Lauri Merten            | Brandie Burton (1/2)    |
| 1994 | Donna Andrews              | Laura Davies (2/4)    | Patty Sheehan (5/6)     | Martha Nause            |
| 1995 | Nanci Bowen                | Kelly Robbins         | Annika Sörenstam (1/10) | Jenny Lidback           |
| 1996 | Patty Sheehan (6/6)        | Laura Davies (3/4)    | Annika Sörenstam (2/10) | Laura Davies (4/4)      |
| 1997 | Betsy King (6/6)           | Christa Johnson       | Alison Nicholas         | Colleen Walker          |
| 1998 | Pat Hurst                  | Pak Se-ri (1/5)       | Pak Se-ri (2/5)         | Brandie Burton (2/2)    |
| 1999 | Dottie Pepper (2/2)        | Juli Inkster (4/7)    | Juli Inkster (5/7)      | Karrie Webb (1/7)       |
| 2000 | Karrie Webb (2/7)          | Juli Inkster (6/7)    | Karrie Webb (3/7)       | Meg Mallon (3/4)        |

### 2001 bis 2012: Dritte Phase
| Jahr | Kraft Nabisco Championship | LPGA Championship       | US Open                  | British Open            |
| ---- | -------------------------- | ----------------------- | ------------------------ | ----------------------- |
| 2001 | Annika Sörenstam (3/10)    | Karrie Webb (4/7)       | Karrie Webb (5/7)        | Pak Se-ri (3/5)         |
| 2002 | Annika Sörenstam (4/10)    | Pak Se-ri (4/5)         | Juli Inkster (7/7)       | Karrie Webb (6/7)       |
| 2003 | Patricia Meunier-Lebouc    | Annika Sörenstam (5/10) | Hilary Lunke             | Annika Sörenstam (6/10) |
| 2004 | Grace Park                 | Annika Sörenstam (7/10) | Meg Mallon (4/4)         | Karen Stupples          |
| 2005 | Annika Sörenstam (8/10)    | Annika Sörenstam (9/10) | Birdie Kim               | Jeong Jang              |
| 2006 | Karrie Webb (7/7)          | Pak Se-ri (5/5)         | Annika Sörenstam (10/10) | Sherri Steinhauer (2/2) |
| 2007 | Morgan Pressel             | Suzann Pettersen (1/2)  | Cristie Kerr (1/2)       | Lorena Ochoa (1/2)      |
| 2008 | Lorena Ochoa (2/2)         | Yani Tseng (1/5)        | Park In-bee (1/7)        | Jiyai Shin (1/2)        |
| 2009 | Brittany Lincicome (1/2)   | Anna Nordqvist (1/3)    | Ji Eun-hee               | Catriona Matthew        |
| 2010 | Yani Tseng (2/5)           | Cristie Kerr (2/2)      | Paula Creamer            | Yani Tseng (3/5)        |
| 2011 | Stacy Lewis (1/2)          | Yani Tseng (4/5)        | Ryu So-yeon (1/2)        | Yani Tseng (5/5)        |
| 2012 | Yoo Sun-young              | Feng Shanshan           | Choi Na-yeon             | Jiyai Shin (2/2)        |

### 2013 bis heute: Vierte Phase
| Jahr | The Chevron Championship | Women's PGA Championship | U.S. Women's Open      | Women's British Open | The Evian Championship               |
| ---- | ------------------------ | ------------------------ | ---------------------- | -------------------- | ------------------------------------ |
| 2013 | Park In-bee (2/7)        | Park In-bee (3/7)        | Park In-bee (4/7)      | Stacy Lewis (2/2)    | Suzann Pettersen (2/2)               |
| 2014 | Lexi Thompson            | Park In-bee (5/7)        | Michelle Wie           | Mo Martin            | Hyo-joo Kim                          |
| 2015 | Brittany Lincicome (2/2) | Park In-bee (6/7)        | Chun In-gee (1/3)      | Park In-bee (7/7)    | Lydia Ko (1/3)                       |
| 2016 | Lydia Ko (2/3)           | Brooke Henderson (1/2)   | Brittany Lang          | Ariya Jutanugarn     | Chun In-gee (2/3)                    |
| 2017 | Ryu So-yeon (2/2)        | Danielle Kang            | Park Sung-hyun         | Kim In-kyung         | Anna Nordqvist (2/3)                 |
| 2018 | Pernilla Lindberg        | Park Sung-hyun (2/2)     | Ariya Jutanugarn (2/2) | Georgia Hall         | Angela Stanford                      |
| 2019 | Ko Jin-young (1/2)       | Hannah Green             | Lee Jeong-eun          | Hinako Shibuno       | Ko Jin-young (2/2)                   |
| 2020 | Mirim Lee                | Kim Sei-young            | Kim A-lim              | Sophia Popov         | nicht ausgetragen, COVID-19-Pandemie |
| 2021 | Patty Tavatanakit        | Nelly Korda (1/2)        | Yuka Saso (1/2)        | Anna Nordqvist (3/3) | Minjee Lee (1/3)                     |
| 2022 | Jennifer Kupcho          | Chun In-gee (3/3)        | Minjee Lee (2/3)       | Ashleigh Buhai       | Brooke Henderson (2/2)               |
| 2023 | Lilia Vu (1/2)           | Yin Ruoning              | Allisen Corpuz         | Lilia Vu (2/2)       | Céline Boutier                       |
| 2024 | Nelly Korda (2/2)        | Amy Yang                 | Yuka Saso (2/2)        | Lydia Ko (3/3)       | Ayaka Furue                          |
| 2025 | Mao Saigo                | Minjee Lee (3/3)         | Maja Stark             | Miyū Yamashita       | Grace Kim                            |

## Siegerliste
Golferinnen mit drei oder mehr Major-Titeln
| Platz | Name                       | Land               | Zeitraum  | Gesamt | The Chevron Championship | LPGA | US Open | British | Canadian | Titleholders | Western | Evian |
| ----- | -------------------------- | ------------------ | --------- | ------ | ------------------------ | ---- | ------- | ------- | -------- | ------------ | ------- | ----- |
| 1.    | Patty Berg                 | Vereinigte Staaten | 1937–1958 | 15     | –                        | –    | 1       | –       | –        | 7            | 7       | –     |
| 2.    | Mickey Wright              | Vereinigte Staaten | 1958–1966 | 13     | –                        | 4    | 4       | –       | –        | 2            | 3       | –     |
| 3.    | Louise Suggs               | Vereinigte Staaten | 1946–1959 | 11     | –                        | 1    | 2       | –       | –        | 4            | 4       | –     |
| 4.    | Annika Sörenstam           | Schweden           | 1995–2006 | 10     | 3                        | 3    | 3       | 1       | –        | –            | –       | –     |
| 4.    | Mildred Didrikson Zaharias | Vereinigte Staaten | 1940–1954 | 10     | –                        | –    | 3       | –       | –        | 3            | 4       | –     |
| 6.    | Betsy Rawls                | Vereinigte Staaten | 1951–1969 | 8      | –                        | 2    | 4       | –       | –        | –            | 2       | –     |
| 7.    | Juli Inkster               | Vereinigte Staaten | 1984–2002 | 7      | 2                        | 2    | 2       | –       | 1        | –            | –       | –     |
| 7.    | Park In-bee                | Südkorea           | 2008–2015 | 7      | 1                        | 3    | 2       | 1       | –        | –            | –       | –     |
| 7.    | Karrie Webb                | Australien         | 1999–2006 | 7      | 2                        | 1    | 2       | 1       | 1        | –            | –       | –     |
| 10.   | Pat Bradley                | Vereinigte Staaten | 1980–1986 | 6      | 1                        | 1    | 1       | –       | 3        | –            | –       | –     |
| 10.   | Betsy King                 | Vereinigte Staaten | 1987–1997 | 6      | 3                        | 1    | 2       | –       | –        | –            | –       | –     |
| 10.   | Patty Sheehan              | Vereinigte Staaten | 1983–1996 | 6      | 1                        | 3    | 2       | –       | –        | –            | –       | –     |
| 10.   | Kathy Whitworth            | Vereinigte Staaten | 1965–1975 | 6      | –                        | 3    | –       | –       | –        | 2            | 1       | –     |
| 14.   | Amy Alcott                 | Vereinigte Staaten | 1979–1991 | 5      | 3                        | –    | 1       | –       | 1        | –            | –       | –     |
| 14.   | Pak Se-ri                  | Südkorea           | 1998–2006 | 5      | –                        | 3    | 1       | 1       | –        | –            | –       | –     |
| 14.   | Yani Tseng                 | Chinesisch Taipeh  | 2008–2011 | 5      | 1                        | 2    | –       | 2       | –        | –            | –       | –     |
| 17.   | Susie Berning              | Vereinigte Staaten | 1965–1973 | 4      | –                        | –    | 3       | –       | –        | –            | 1       | –     |
| 17.   | Donna Caponi               | Vereinigte Staaten | 1969–1981 | 4      | –                        | 2    | 2       | –       | –        | –            | –       | –     |
| 17.   | Laura Davies               | England            | 1987–1996 | 4      | –                        | 2    | 1       | –       | 1        | –            | –       | –     |
| 17.   | Sandra Haynie              | Vereinigte Staaten | 1965–1982 | 4      | –                        | 2    | 1       | –       | 1        | –            | –       | –     |
| 17.   | Meg Mallon                 | Vereinigte Staaten | 1991–2004 | 4      | –                        | 1    | 2       | –       | 1        | –            | –       | –     |
| 17.   | Hollis Stacy               | Vereinigte Staaten | 1977–1984 | 4      | –                        | –    | 3       | –       | 1        | –            | –       | –     |
| 23.   | Beverly Hanson             | Vereinigte Staaten | 1955–1958 | 3      | –                        | 1    | –       | –       | –        | 1            | 1       | –     |
| 23.   | Chun In-gee                | Südkorea           | 2015–2022 | 3      | –                        | 1    | 1       | –       | –        | –            | –       | 1     |
| 23.   | Betty Jameson              | Vereinigte Staaten | 1942–1954 | 3      | –                        | –    | 1       | –       | –        | –            | 2       | –     |
| 23.   | Lydia Ko                   | Neuseeland         | 2015–2024 | 3      | 1                        | –    | –       | 1       | –        | –            | –       | 1     |
| 23.   | Minjee Lee                 | Australien         | 2021–2025 | 3      | –                        | 1    | 1       | –       | –        | –            | –       | 1     |
| 23.   | Nancy Lopez                | Vereinigte Staaten | 1978–1989 | 3      | –                        | 3    | –       | –       | –        | –            | –       | –     |
| 23.   | Mary Mills                 | Vereinigte Staaten | 1963–1973 | 3      | –                        | 2    | 1       | –       | –        | –            | –       | –     |
| 23.   | Anna Nordqvist             | Schweden           | 2009–2021 | 3      | –                        | 1    | –       | 1       | –        | –            | –       | 1     |
| 23.   | Jan Stephenson             | Australien         | 1981–1983 | 3      | –                        | 1    | 1       | –       | 1        | –            | –       | –     |